# Новый Хребет
Но́вый Хребе́т — посёлок в Миасском городском округе Челябинской области России.

## География
Посёлок находится в месте впадения реки Каменка в Сыростан, в непосредственной близости от посёлка Хребет. Ближайшие населённые пункты: посёлок Сыростан и село Сыростан. 

### Часовой пояс
Посёлок Новый Хребет, как и вся Челябинская область, находится в часовой зоне МСК+2. Смещение применяемого времени относительно UTC составляет +5:00.

## Население
| 2002 | 2010 |
| ---- | ---- |
| 6    | ↗8   |

### Половой состав
По данным Всероссийской переписи, в 2010 году численность населения посёлка составляла 8 человек (3 мужчины и 5 женщин).

## Улицы
Уличная сеть посёлка состоит из двух улиц (Верхняя и Дачная).